# Theodor Eschenburg (Mediziner)
Albrecht Theodor Eschenburg (* 8. August 1853 in Lübeck; † 23. April 1921 ebenda) war ein deutscher Arzt und Mitglied der Lübecker Bürgerschaft.

## Leben
Eschenburg entstammte der Lübecker Familie Eschenburg und war der jüngste Sohn des Arztes Georg Bernhard Eschenburg (1811–1886), der ab 1838 Leiter der Lübecker Heilanstalt war. Der spätere Bürgermeister Johann Georg Eschenburg (1844–1936) und der Lehrer Bernhard Eschenburg waren seine Brüder. Er war Onkel bzw. Großonkel des gleichnamigen Seeoffiziers Theodor Eschenburg und des Politologen Theodor Eschenburg. 
Bis zum Abitur Ostern 1873 besuchte er das Katharineum zu Lübeck. Zu seinen Mit-Abiturienten zählte Friedrich von Moltke. Anschließend studierte er Humanmedizin an den Universitäten Bonn, Leipzig und Würzburg. Während seines Studiums wurde er 1873 Mitglied der Burschenschaft Alemannia Bonn. In Bonn wurde er 1877 zum Dr. med. promoviert. Er war zunächst in Wien und Andernach tätig, bevor er sich 1880 in Lübeck als praktischer Arzt niederließ.
Anfang 1888 wurde die Leitung des kürzlich konstituierten Lübecker Bezirksvereines des 1883 in Kassel gegründeten Deutschen Vereins gegen den Missbrauch geistiger Getränke bestimmt. Den Vorsitz übernahm Heinrich Alphons Plessing, den Vorstand bildeten er, Ludwig Trummer, Physikus Carl Türk, Nicolaus Joachim Bernhard Jürss und Christian Reimpell. 1895 organisierte er zusammen mit Senator Wilhelm Brehmer die 67. Versammlung der Gesellschaft Deutscher Naturforscher und Ärzte in Lübeck.
Er war Mitglied des Ärztlichen Vereins zu Lübeck und mit der Festschrift zum 100. Jubiläum 1909 dessen Chronist. Von 1887 bis 1919 war er Abgeordneter der Lübecker Bürgerschaft.
Anton Scharff schuf eine Bronze-Plakette (1901) zu seinen Ehren.

## Werke
- Ueber die Sehnennaht. Bonn: Georgie 1877
- Der Ärzteverein zu Lübeck während der ersten 100 Jahre seines Bestehens 1809–1909, Wiesbaden: Bergmann 1909